# Vilnia
La Vilnia (anche Vilnelė; in bielorusso Вільня?, Vilnia; in polacco: Wilejka o Wilenka; in yiddish: ווילנעלע Vilnele) è un fiume della Lituania. Scorre inoltre, anche se per un breve tratto del suo iniziale cammino, in Bielorussia.

## Percorso
La sua sorgente è localizzata vicino al villaggio di Vindžiūnai, 5 km a sud di Šumskas, al confine del Paese baltico con la Bielorussia. La Vilnia è lunga 79,6 km e il suo bacino si estende per 624 km². Per 13 km il suo corso corrisponde alla demarcazione tra le due nazioni sopraccitate, mentre i restanti 69 km proseguono in maniera più o meno ondivaga verso ovest, fino a sfociare nel fiume Neris nella capitale Vilnius. Alla fine del suo percorso, il fiume in cui confluisce si dirige a sua volta verso il Nemunas, sfociando nel Mar Baltico. La sua confluenza con il Neris si trova all'interno della città di Vilnius, e il nome del fiume ha probabilmente dato origine a quello della città.
Ricevendo degli affluenti lungo il suo corso, la portata dell'acqua aumenta man mano che si dirige a ovest. Una serie di pozzi che attingono parte del fiume, perforati all'inizio del XX secolo, ancora oggi invisibili, sono stati una delle principali fonti di acqua potabile della città fino alla fine del XX secolo. Il nome del corso d'acqua deriva dal termine in lingua lituana vilnis ("onda") o vilnyti ("ondata").
Vilnelė, la forma diminutiva dell'idronimo originale Vilnia, entrò nel linguaggio colloquiale lituano e in maniera graduale subentrò a quest'ultimo.
Nel tentativo di ripristinare la migrazione a monte dei salmonidi nel bacino, nel 2000 è stato costruito un passaggio per pesci sulla Vilnia.

## Galleria d'immagini

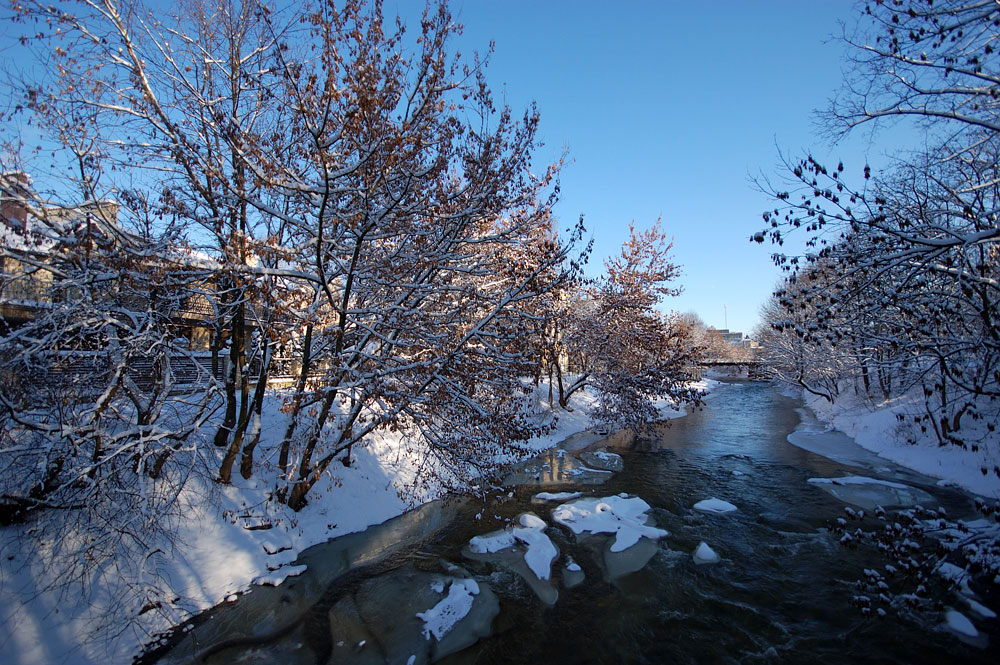
Il Vilnia in inverno
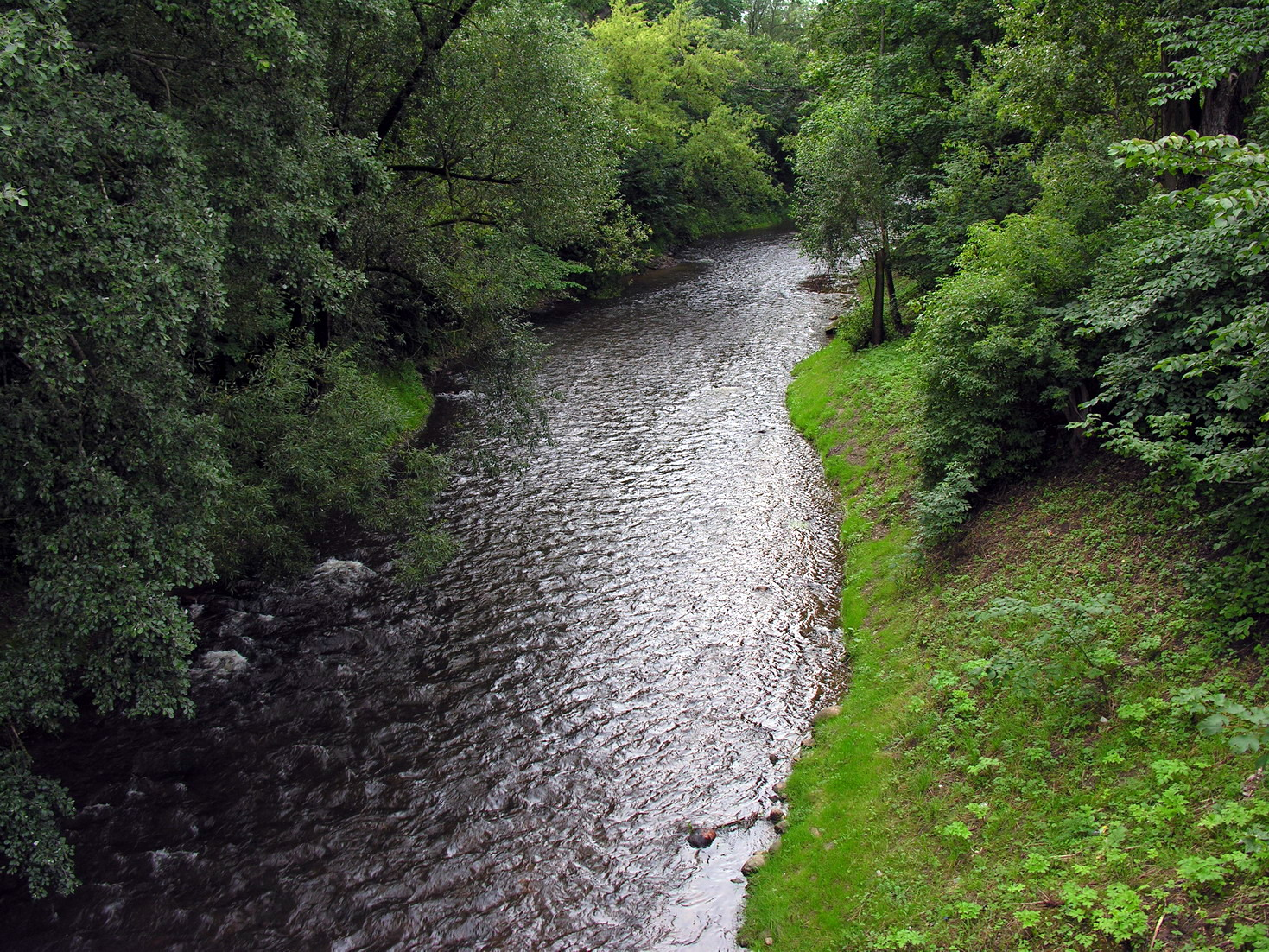
Il fiume Vilnia ai piedi della collina di Gediminas
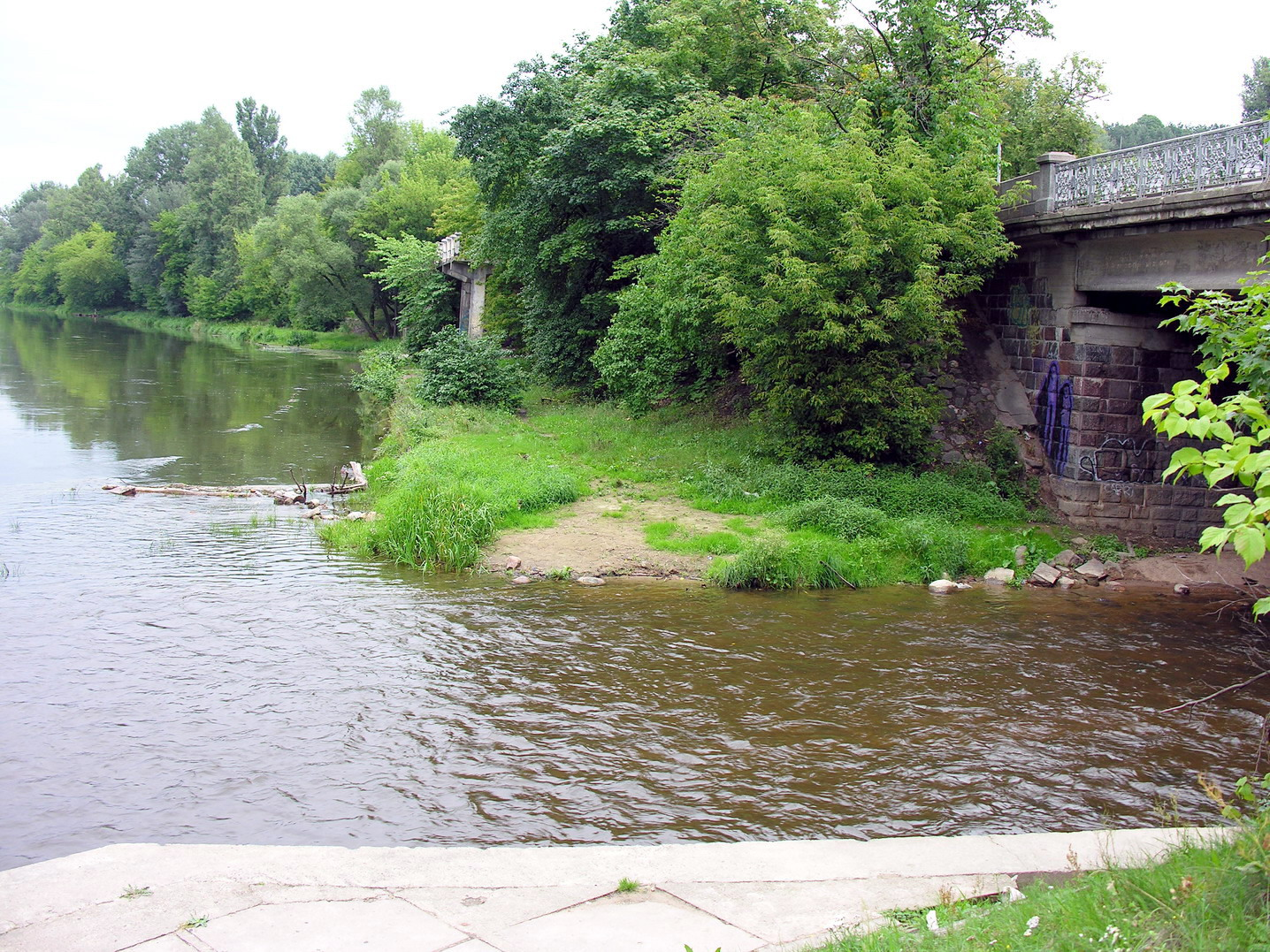
La confluenza del Neris (a destra) e del Vilnia a Vilnius, presso il Museo delle Arti Applicate
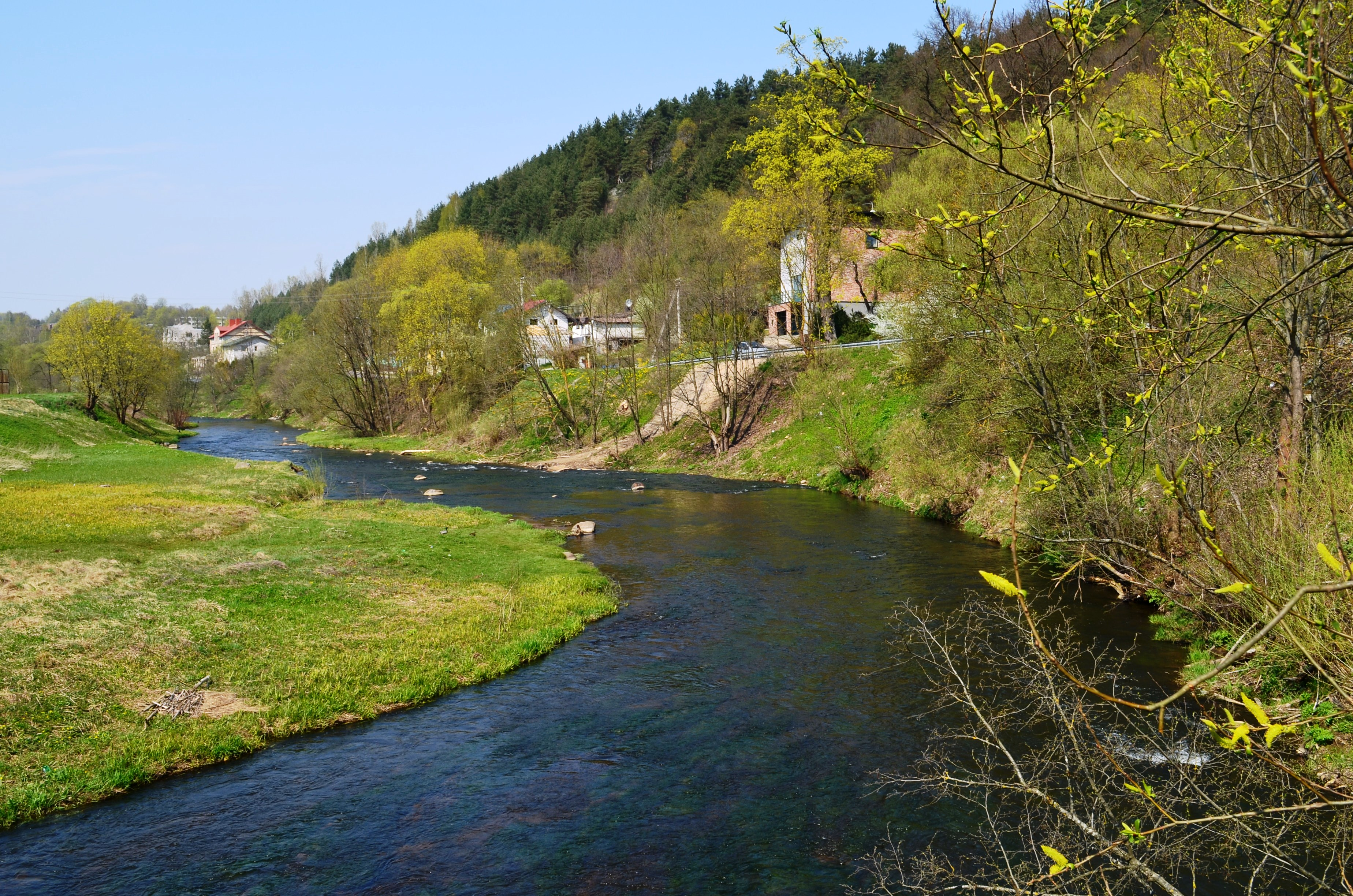
Il Vilnia tra Belmontas e Markučiai, nella contea di Vilnius
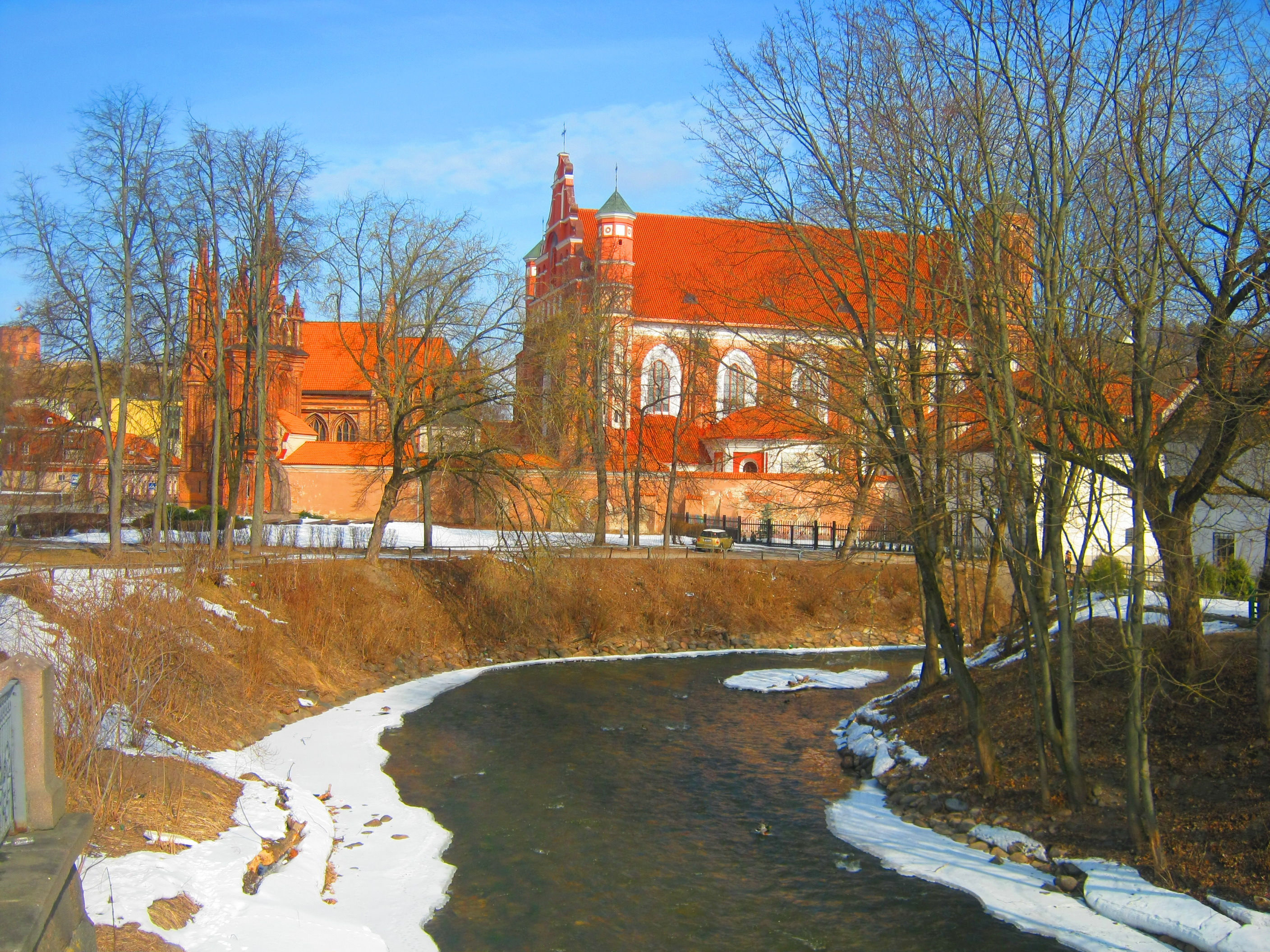
Il Vilnia nei pressi della chiesa di Sant'Anna nella capitale lituana